# عقد 740

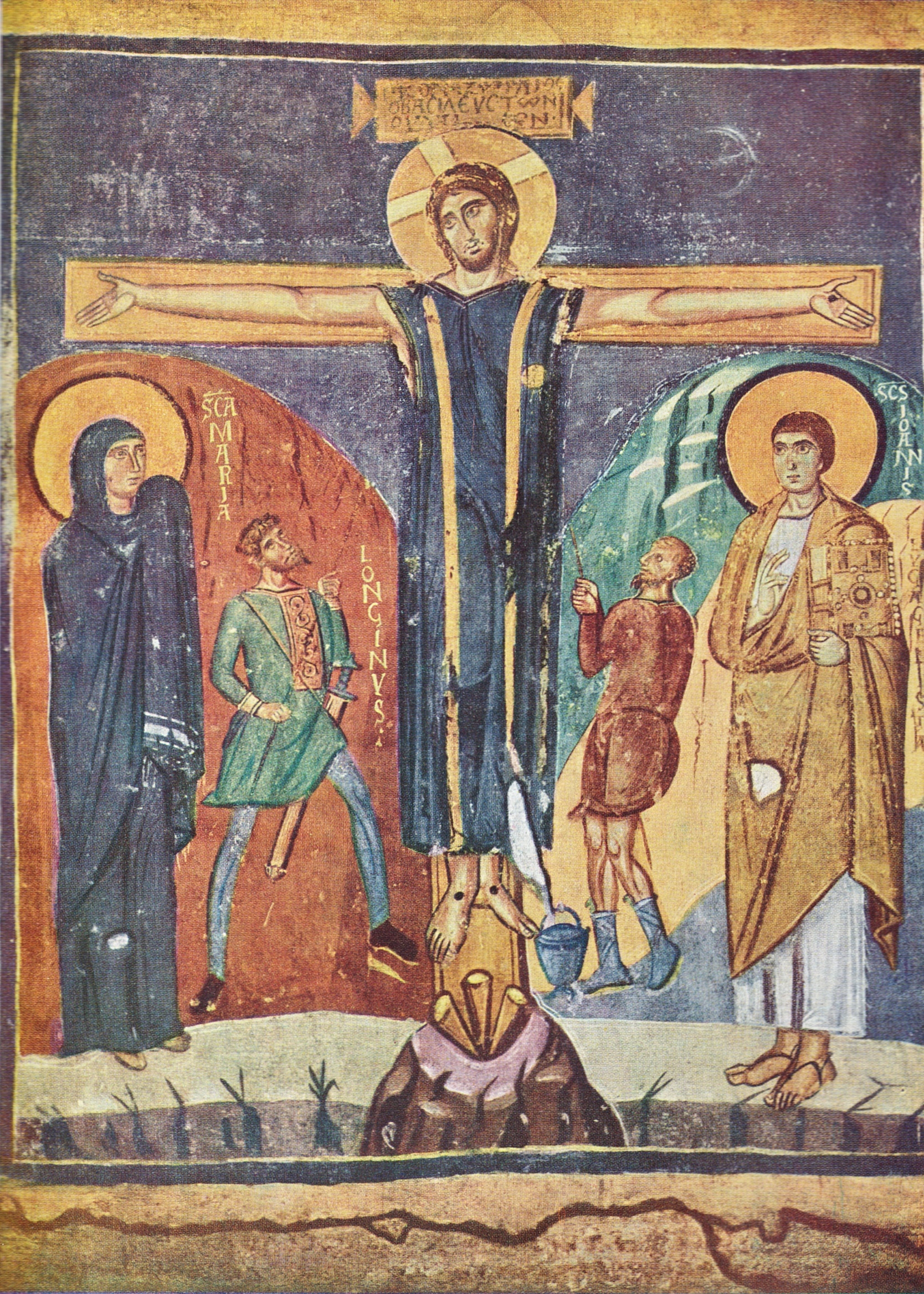
لوحة جدارية بتاريخ 741/752 ، في سانتا ماريا أنتيكا ، روما

عقد 740 هو عقد امتد بين 1 يناير 740 و31 ديسمبر 749 بحسب التقويم الميلادي. سبقه عقد 730 ولحقه عقد 750.

## أحداث
- معركة شقندة (747)
- معركة وادي لكة (745)
- زلزال الجليل 749 (749)
- معركة بقدورة (741)

## مواليد
- أبو زيد الأنصاري (743)
- أبو العتاهية (748)
- عبد الله بن وهب (743)
- موسى الكاظم (745)
- علي بن يقطين (742)
- محمد بن الحسن الشيباني (749)
- أبو الشيص محمد (747)
- إدريس بن عبد الله (745)
- عبد الرزاق الصنعاني (744)
- الواقدي (747)
- محمد إبراهيم الفزاري (746)

## وفيات
- حبيب بن أبي عبيدة الفهري (741)
- واصل بن عطاء (748)
- عبد العزيز بن صهيب (747)
- النابغة الشيباني (743)
- هشام بن عبد الملك (743)
- السدي (745)
- كلثوم بن عياض القشيري (741)
- الزبير بن عدي (748)
- عبد الرحمن بن علقمة اللخمي (747)
- علي بن زيد بن جدعان (749)
- عبد الملك بن قطن الفهري (742)

## كتب
- Yves Denis Papin (1998). Chronologie de l'histoire ancienne. Lieu de publication non identifié: Éditions Jean-paul Gisserot. ISBN:2-87747-346-5. OCLC:40746926. مؤرشف من الأصل في 2022-03-16.
- موسوعة حضارة العالم (2002) لأحمد محمد عوف.

## روابط خارجية
- تصفح سنة بسنة عقد 740 على موقع onthisday.com
- تصفح سنة بسنة عقد 740 ابتداءً من سنة عقد 740 على موقع المكتبة الوطنية الفرنسية